# ۸۵۴ (خورشیدی)
۸۵۴ هشتصد و پنجاه و چهارمین سال هجری خورشیدی است.